# 金森事件
金森事件（かなもりじけん）とは、1941年に朝鮮釜山府（現：大韓民国釜山広域市）の製鋼会社の工場において起きた放火事件である。事件名は、後にこの事件で有罪とされながらも再審無罪となった被告・金森健士（かなもりたけし、1899年6月4日 - 1971年5月4日）の名前に由来する。

## 概要
金森事件とは、1941年（昭和16年）10月2日、日本統治下の朝鮮・釜山府で発生した放火事件に関し、職工監督であった金森健士が放火犯として逮捕・起訴され、後に再審で無罪となった冤罪事件である。本件は、戦前発生事件で戦後に無罪となった最初の再審事件として位置づけられる。

## 金森健士について
生い立ちと経歴
金森健士は1899年（明治32年）6月4日、大阪府に生まれた。妻の金森タツエとの間に4人の子どもをもうけた。1941年初め頃に大阪から朝鮮・釜山へ赴任し、日本帆布合名会社釜山帆布工場の技術員兼職工監督を務めていた。妻子とともに工場敷地内の社宅に居住していた。

## 事件の経緯
1941年10月2日：朝鮮釜山府の朝鮮製綱株式会社の工場で火災が発生。工場は全焼。同夜、釜山港第二埠頭の陸軍兵器庫も不審火で焼失している。
工場に隣接する日本帆布合名会社に勤務していた金森健士が放火容疑で逮捕される。火災当夜に夜勤であったことから疑いが集中し、女子工員2名が「逃げる後ろ姿が金森に似ていた」と証言したことが決め手となった。逮捕直後、会社幹部らも保険金詐欺目的を疑われ取り調べを受けたが証拠不十分で釈放され、金森が主要被疑者とされた。
取調中に拷問により自白を強要された。証言によれば、足の爪を尖ったもので刺されたほか、鼻から水を流し込まれ、天井から逆さ吊りにされるなどの拷問が加えられた。別の資料では「足の爪を鋭利なもので刺された」との証言も伝わっており、拷問方法については史料間に異同がある。
同年12月10日、建造物放火罪で起訴。
1942年6月30日、釜山地方法院で懲役15年の有罪判決。
同年8月21日、大邱覆審法院が控訴を棄却、10月26日、京城高等法院で上告も棄却され有罪が確定。

## 服役生活
服役と移監
金森は大邱・京城・大田・釜山各刑務所を経て、終戦後に他の受刑者とともに内地（日本）に移送され、福岡・熊本の各刑務所へ移監。熊本刑務所に収容された。
この間、妻タツエは子ども4人（元記事では3人とあるが、正確には4人）を抱え大阪へ帰郷。拷問による虚偽自白の伝言を胸に生活を支えた。
1947年11月24日に仮釈放され、1957年10月25日に刑期満了。ただし一部の文献では「1956年11月仮釈放、翌年刑期満了」との記録もあり、史料間に食い違いがある。

## 再審と無罪
独自活動から弁護団結成へ
釈放後も無実を訴え続け、新聞や役所へ手紙を送り、最高検・高検などへ直訴を繰り返した。近所に「金森健士は無実なり」と書き貼るなど活動を続けた。「金森健士は無実なり」と記した紙を町に貼るなどして訴え、総理大臣や最高裁長官に往復はがきを送り続けるなど独自の活動を展開した。六法全書を購入して刑事訴訟法を学び、各官庁や裁判所に無実を訴えた。
1959年頃、岩田喜好弁護士と出会い、のちに松本弁護士も加わり弁護団を結成。偶然、新聞で小川判事の名を見つけたことを契機に訪ねたところ、当時の予審判事・松田伝治の存在を知らされ、松田が「中国人スパイ・干文柱が『自分が放火した』と供述していた」と証言したことが再審の大きな突破口となった。服役中に逮捕されていた中国人放火常習者・干文柱（または禹文柱）の資料が発見され、再審の重要証拠となった。山本刑務所からの照会により、中国人放火常習者・干文柱（または禹文柱）が同じ火災について起訴され予審終結決定を受けていたことが確認され、この発見が再審の決定的根拠となった。
再審手続きの進行
1966年5月20日、最高裁第二小法廷は弁護人の管轄指定請求を「不適法」として却下（昭和39年（す）第365号）。
1967年2月28日、検事総長の申立により最高裁第三小法廷が大阪高裁を再審請求の管轄裁判所に指定（昭和41年（す）第389号決定）。
1969年6月28日、大阪高裁が再審開始を決定。検察は特別抗告をせず、同年7月2日に決定は確定した。
1970年1月28日、大阪高裁は無罪判決を言い渡し、検察は控訴せず確定。
判決は、干文柱の関与や女子工員の目撃証言の不確実性を根拠に「犯罪の証明がない」と認定した。判決全文は『判例時報』586号に掲載され、岩田喜好弁護士の解説も収録された。判決は「被告人に対する本件公訴事実は結局犯罪の証明がない」として無罪を言い渡した（旧刑訴511条）。判断の過程では、干文柱に対する予審終結決定の存在や、現地女子工員の証言などが重視された。
1969年12月の再審公判において、検察は「有罪とする証拠は極めて乏しい」と述べて事実上の求刑放棄をしたと報道されている。無罪判決に対し、検察は控訴を行わず、これにより無罪が確定した。
無罪判決全文は『判例時報』586号33頁に掲載され、弁護人岩田喜好による「金森再審事件（野の法曹から）」が同号20–22頁に収録された。

## 国家賠償請求
無罪確定後、遺族（妻・金森タツエほか）が国家賠償法1条に基づき損害賠償を求めて民事訴訟を提起した。
- 第一審（大阪地裁、1973年4月25日）：一部請求を認容し、国に賠償を命じた[7]。
- 控訴審（大阪高裁、1975年11月26日）：「当時の裁判官に過失があったとは認めがたい」として一審判決を取り消し、原告の請求を棄却[8]。
- 最高裁：上告棄却により原告敗訴が確定した[9]。

この高裁判決は後に最高裁で原告敗訴（上告棄却）となり確定し、裁判官の職務行為に関する国家賠償法1条の「違法」判断を厳格に限定する枠組みを確認した先例と位置付けられている。判決は、拷問自白や真犯人資料の軽視が争点となったが、裁判官個人の責任は否定された。この判例は冤罪と国家賠償責任の限界を示す重要な先例とされる。

## 死去

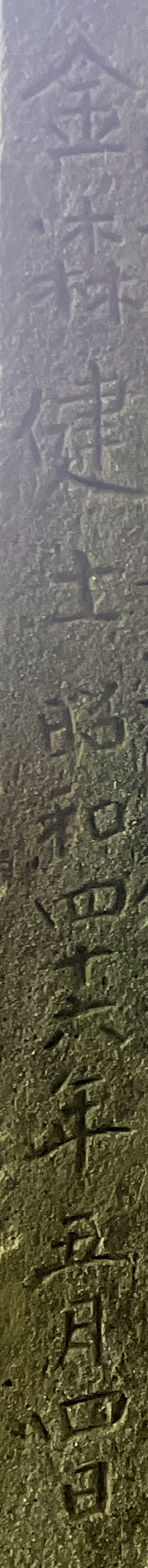
日本の冤罪事件「金森事件」の被告であり、後に再審で無罪が確定した金森健士（1899–1971）の墓碑。 墓石には「金森健士　昭和四十六年五月四日」と没年月日が刻まれている。 場所は福井県内の寺院に所在するが、プライバシー保護のため寺院名は非公開とする。

無罪確定後も健康は回復せず、1971年5月4日に死去。墓碑にもこの日付が刻まれている。無罪確定後も冤罪防止活動に尽力し、同じ境遇の人々や弁護士と交流を続けた。だが長年の獄中生活の影響で体を痛め、健康は衰えていった。無罪判決時点で既に重篤な健康状態にあったとされる。
従来の文献では「1972年頃に死去」とされていたが、福井県内の寺院にある墓碑には「昭和46年（1971年）5月4日没」と刻まれており、没年は1971年である。享年71（満71歳没）。

## 重要性
金森事件は、戦前発生事件で戦後に無罪となった初の再審事件であり、吉田岩窟王事件に続く冤罪再審無罪事件として刑事再審制度の発展において重要な事例とされる。
金森の再審無罪は、戦前に発生し戦後に無罪となった再審事件の先駆的事例の一つとして、戦後再審史の文脈で論じられる。吉田岩窟王事件と並び、再審制度の意義を広く知らしめる契機となった。また、当時の報道などでは「金森老事件」とも呼ばれたが、公文書や判決文には用いられていない。

## 備考
1969年12月の再審公判で、検察が「有罪とする証拠は乏しい」と述べ求刑を放棄したと報じられたが、判決文には明記されていない。
「金森老事件」という通称は判決文には出てこないが、報道や文献で金森が高齢であったため用いられた。